# Árbol de Navidad

Árbol de Navidad con decoraciones.

El árbol de Navidad o árbol navideño es un elemento decorativo, típico de la fiesta de Navidad. Tradicionalmente suele emplearse una conífera de hoja perenne, destacando entre ellas las especies de abeto, o también los árboles de pino. En la actualidad está muy popularizado el uso de árboles artificiales, de plástico y otros materiales sintéticos. Se decora con adornos como esferas de colores de cristal u otro material menos frágil, luces, estrellas, campanas, lazos, espumillones, guirnaldas u otras decoraciones.

## Historia
Según el historiador David Bertaina, los árboles de Navidad estaban originalmente inspirados en el "árbol del paraíso" de las obras de teatro medievales que representaban la historia de Adán y Eva el 24 de diciembre, día de ambos personajes bíblicos en el calendario litúrgico de la Iglesia Católica. En dichas obras, se utilizaba en el escenario un árbol decorado con manzanas (que representaban el fruto del árbol del conocimiento del bien y del mal y, por tanto, el pecado original que Cristo quitó) y obleas de pastelería (representando la Eucaristía y la salvación). Con el paso del tiempo, la gente empezó a colocar réplicas del árbol del paraíso en sus hogares.
Por su parte, una publicación de la denominación Iglesia de Dios Restaurada afirma que cuando los primeros cristianos llegaron al norte de Europa, descubrieron que sus habitantes celebraban el nacimiento de Frey, dios del Sol y la fertilidad, adornando un árbol no perenne, en una fecha próxima a la Navidad cristiana de la actualidad. Este árbol simbolizaba al árbol del Universo, llamado Yggdrasil, en cuya copa se hallaba Asgard (la morada de los dioses) y el Valhalla (el palacio de Odín); y en las raíces más profundas estaba Helheim (el reino de los muertos). Posteriormente con la evangelización de esos pueblos, los conversos tomarían la idea del árbol para celebrar el nacimiento de Cristo, pero cambiándole totalmente el significado. David Bertaina afirma que la idea de que el árbol de Navidad tiene sus orígenes en alguna tradición pagana es un mito inventado en el siglo XIX.
Se dice que San Bonifacio (680-754), evangelizador de Alemania, tomó un hacha y cortó un árbol de roble consagrado a Thor, y en su lugar plantó un pino, que por ser perenne, simbolizó el amor de Dios, adornándolo con manzanas y velas. Sin embargo, David Bertaina señala que en las fuentes originales no existen referencias al mes del año ni a ninguna conexión con la Navidad.
Las manzanas simbolizaban el pecado original y las tentaciones, mientras que las velas representaban la luz de Jesucristo como luz del mundo. Conforme pasaba el tiempo, las manzanas y las velas se transformaron en esferas, luces y otros adornos. Después se agregó la tradición de poner regalos para los niños bajo el árbol, enviados por San Nicolás o también conocido como Santa Claus (o Papá Noel) y los Reyes Magos, dependiendo de las costumbres de la zona donde se encuentre.

### El árbol de Navidad en Europa
Es posible que el primer árbol navideño, como se conoce en la actualidad, surgiera en Alemania, donde se implantó por primera vez en 1605 para ambientar el frío de la Navidad, comenzando así su difusión. A Finlandia llegó en 1800, mientras que a Inglaterra lo hizo en 1829, y en el Castillo de Windsor se vio por primera vez en 1841 de la mano del príncipe Alberto, esposo de la reina Victoria. En Bohemia y Moravia se introdujo desde Alemania, aunque hubo un movimiento, en la segunda mitad del siglo XIX, contra el árbol de Navidad por considerarlo una costumbre alemana pero no lo erradicó.

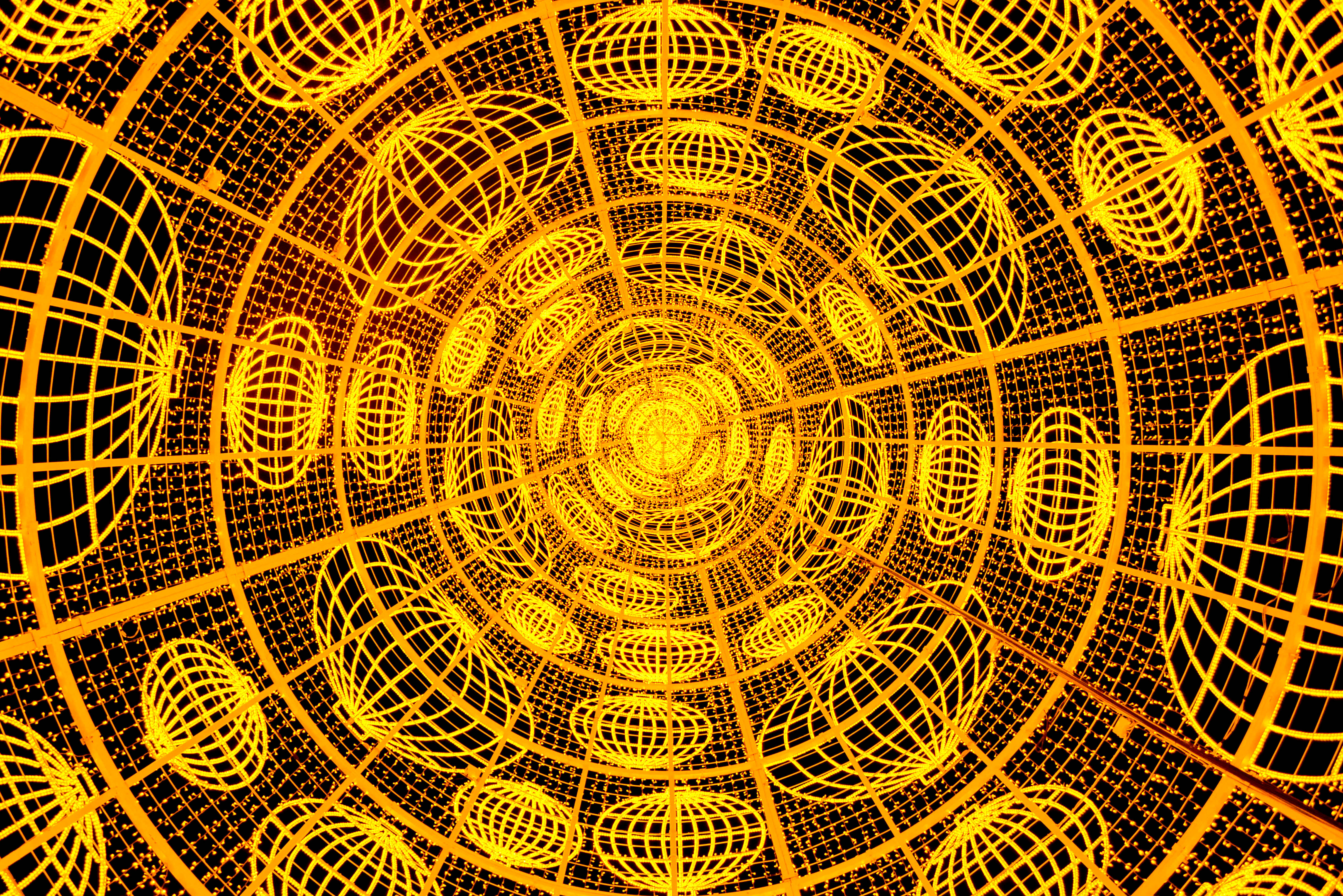
El encendido del árbol de Navidad de la Puerta del Sol de Madrid da inicio a la temporada navideña en la capital española. En la imagen, interior del árbol de Navidad de 2013.

La costumbre de adornar un árbol en los hogares españoles fue traída en el año 1870 por una princesa de origen ruso llamada Sofía Troubetzkoy, que después de enviudar del duque de Morny, hermano por parte de madre de Napoleón III, contrajo segundas nupcias con el aristócrata español José Osorio y Silva, marqués de Alcañices, uno de los mayores promotores de la Restauración borbónica que permitió reinar a Alfonso XII. Por ello, parece ser que la primera vez que se colocó un árbol navideño en España fue en Madrid, durante las navidades del año 1870, en el desaparecido palacio de Alcañices, ubicado en el paseo del Prado, esquina con la calle de Alcalá.

## Elementos decorativos del árbol de Navidad

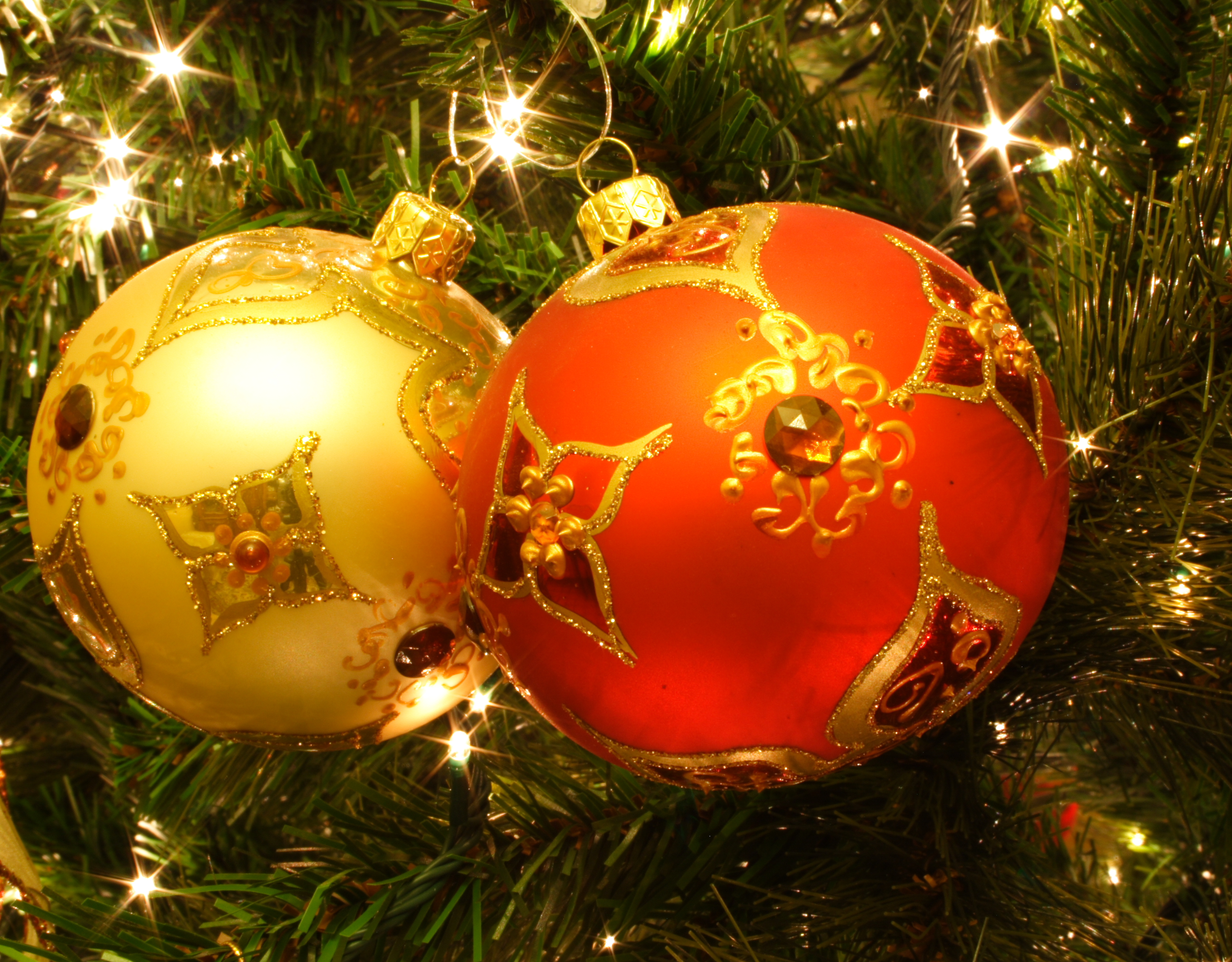
Bolas o bambalinas de motivo navideño.

La tradición de adornar el árbol navideño parece que se inició en Alemania y Escandinavia en los siglos XVI y XVII, extendiéndose posteriormente a otros países europeos. Para su decoración se emplea en la actualidad una gran diversidad de objetos y elementos, siendo los más tradicionales:
- Estrella: colocada generalmente en la punta del árbol, representa la fe que debe guiar la vida del cristiano, recordando a la estrella de Belén.
- Esfera: al parecer en un principio San Bonifacio adornó el árbol con manzanas, representando con ellas las tentaciones. Hoy día, se acostumbra a colocar bolas o esferas (en algunas regiones también llamadas bambalinas o chirimbolos), que simbolizan los dones de Dios a los hombres.
- Lazos: siempre se ha pensado que los lazos representan la unión de las familias y personas queridas alrededor de dones que se desean dar y recibir.
- Luces: en un principio velas, representan la luz de Cristo.

## Significado religioso

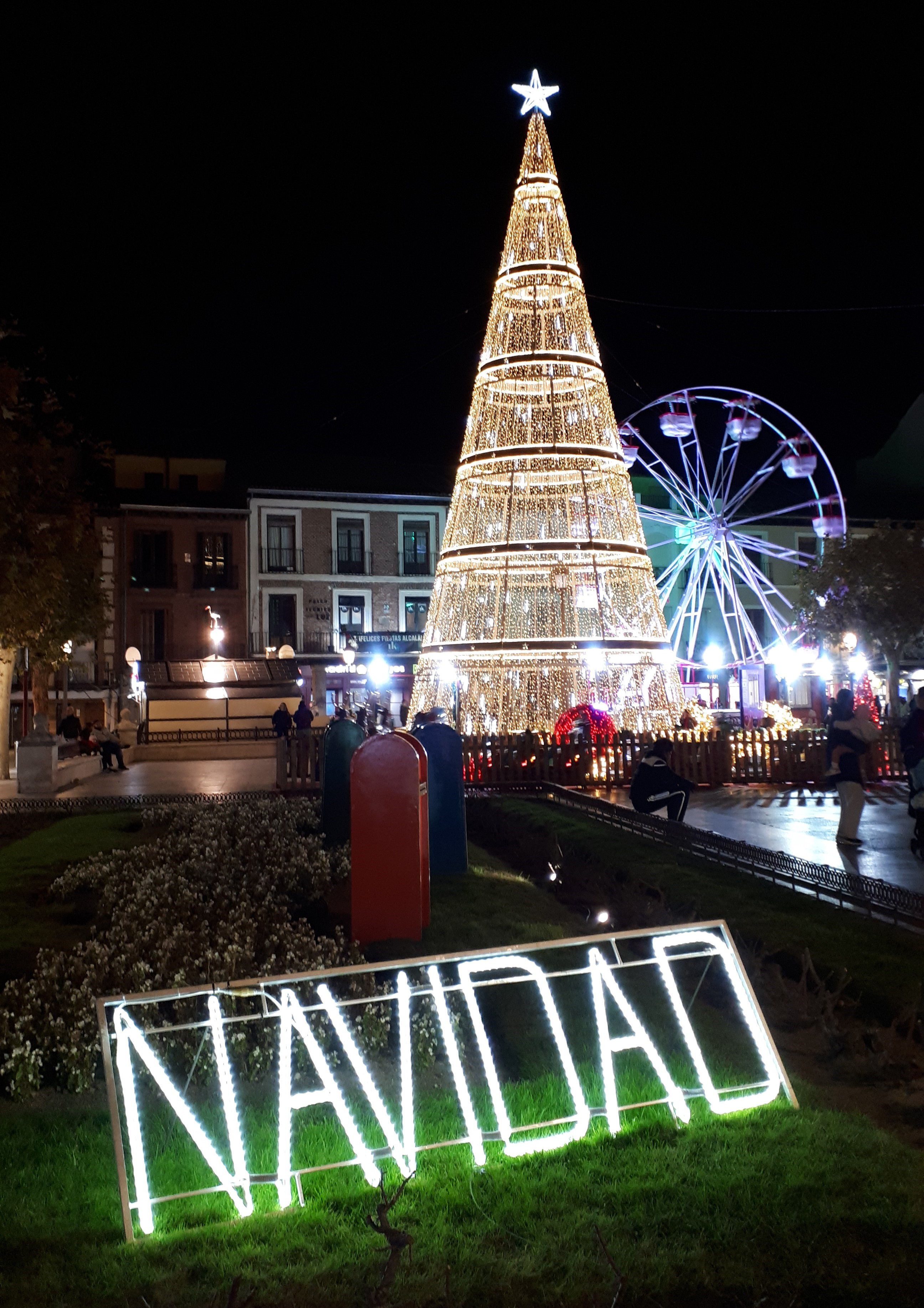
Árbol de Navidad gigante.

El árbol de Navidad recuerda al árbol del paraíso de cuyos frutos comieron Adán y Eva, y de donde vino el pecado original; y por lo tanto recuerda que Jesucristo ha venido a ser Mesías prometido para la reconciliación. Pero también representa al árbol de la Vida o la vida eterna, por ser de tipo perenne. Por otra parte, el árbol navideño simboliza la descendencia y el brote del Árbol de Jesé que sería Jesús, el culmen de las profecías.
La forma triangular del árbol (por ser generalmente una conífera, con particular incidencia del abeto) representa a la Santísima Trinidad. Las oraciones que se realizan durante el Adviento se diferencian por un color determinado, y cada uno simboliza un tipo:
- El azul para las oraciones de reconciliación.
- El plata para las de agradecimiento.
- El oro para las de alabanza.
- El verde para las de abundancia, fortaleza y naturaleza.

## Origen alternativo
Según algunas iglesias cristianas, el 25 de diciembre era la fecha observada por los paganos de la antigüedad como el día del nacimiento de un deida pagana, asociada con el dios del sol. La reina Semíramis (relacionada con Nemrod)  y sus seguidores sostenían que el 25 de diciembre, un árbol siempre verde brotaría durante la noche de un tocón seco en Babilonia, y que Nemrod volvería secretamente todos los años a la misma hora para dejar presentes en el árbol. [cita requerida]
Pero con el fin de convertir a los pueblos paganos al cristianismo, la Iglesia Católica estableció el 25 de diciembre como fecha del nacimiento de Jesús. Así, en lugar de celebrar a un dios pagano, se estaría celebrando al Dios judeocristiano.

## Véase también

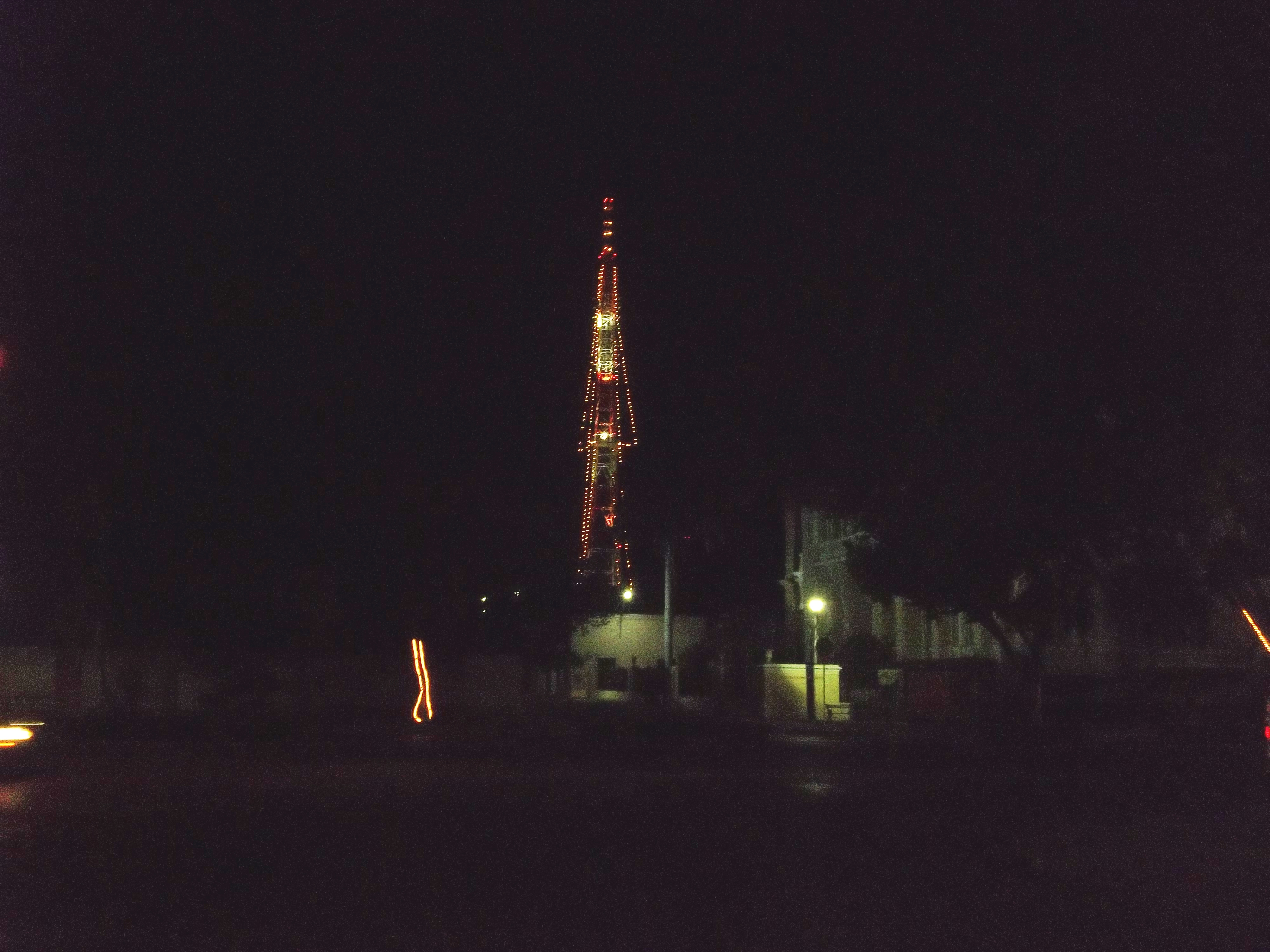
Antena de una estación televisora en Mérida, México (SIPSE TV) adornada con luces alusivas al árbol de Navidad.